# 圍攻第比利斯
圍攻第比利斯，發生在1386年，是帖木兒帝國入侵喬治亞一部分。雙方分別是帖木兒以及喬治亞國王巴格拉特五世。
根據帖木兒官方傳記扎法爾納馬，帖木兒宣稱此役是聖戰，當時國王巴格拉特五世已在首都第比利斯加強防衛，但在1386年11月21日全市和國王投降，巴格拉特五世答應改宗伊斯蘭教，帖木兒後來任命巴格拉提的兒子喬治七世和巴格拉特為共同統治者。